# Дурах
Дурах (њем. Durach) општина је у њемачкој савезној држави Баварска. Једно је од 28 општинских средишта округа Обералгој. Према процјени из 2010. у општини је живјело 6.699 становника. Посједује регионалну шифру (AGS) 9780120.

## Географски и демографски подаци
Дурах се налази у савезној држави Баварска у округу Обералгој. Општина се налази на надморској висини од 714 метара. Површина општине износи 20,7 km². У самом мјесту је, према процјени из 2010. године, живјело 6.699 становника. Просјечна густина становништва износи 323 становника/km².

## Међународна сарадња
| Мјесто | Држава    | Врста сарадње | Од    |
| ------ | --------- | ------------- | ----- |
| Фавер  | Италија   | партнерство   | 1986. |
|        | Француска | партнерство   | 1981. |
| Извор  |           |               |       |